# Galeazzo von Thun und Hohenstein
Fra' Galeazzo von Thun und Hohenstein (Trento, 24 settembre 1849 – Roma, 26 marzo 1931) fu il 75º principe e Gran Maestro del Sovrano Militare Ordine di Malta.

## Biografia
Il conte Galeazzo von Thun und Hohenstein nacque in Trentino (allora Impero austriaco, ora in Italia), figlio più giovane di Guidobald Maria von Thun und Hohenstein e di sua moglie, Teresa Guidi dei marchesi di Bagno.
Il 6 marzo 1905 venne eletto Gran Maestro dell'Ordine di Malta. Sotto la sua guida l'Ordine intraprese una vasta azione di attività caritatevoli durante la grande guerra, che trascorse quasi interamente risiedendo in Austria, avendo all'epoca la cittadinanza austriaca. Durante il periodo bellico si rese protagonista di grossi investimenti in buoni di guerra austriaci, praticati attingendo ai fondi dell'Ordine; un atto causato dal suo patriottismo che, però, procurò un grosso danno alle finanze dei cavalieri, a causa della sconfitta degli imperi centrali. Nel 1925 venne nominato Cavaliere dell ramo spagnolo dell'Ordine del Toson d'oro.
Gravemente malato, trascorse gli ultimi due anni della sua vita (e del suo incarico) fisicamente incapace. Ciò costrinse l'Ordine a nominare Luogotenente frà Pio Franchi de' Cavalieri, che ne svolse le funzioni.